# Joan Ruiz i Porta
Joan Ruiz i Porta (Tarragona, 23 d'octubre de 1863 - Barcelona, 29 de març de 1934) fou poeta, publicista, investigador i historiador. Als dinou anys ingressà a la Delegació a Tarragona de l'Associació d'Excursions Catalana, on creà el Butlletí de l'esmentada Associació (que fou la primera publicació tarragonina escrita totalment en català). Essent president de l'Ateneo (1894-1901), va crear-hi la Secció Excursionista. El 1910 presidí el Centre Excursionista de Tarragona; i el 1914 ho fou del III Congrés Excursionista Català, celebrat a la seva ciutat natal. Impulsor de la llengua catalana, fou un personatge il·lustre a Tarragona. Conferenciant brillant i erudit, se'l demanava a Tarragona i arreu on podía disertar i fer conèixer l'art i la història catalana. Fou membre de gairebé tots els Congressos de Cultura celebrats a Catalunya durant més de 25 anys. Intervingué eficaçment en el salvament del castell de Tamarit, en gran perill d'ensulsiada, i dirigí unes excavacions a la “Tarraco” romana.
El 1891 va ser premiat als Jocs Florals de l'Ateneo Tarraconense. Fou caporal del Sometent del Partit Judicial de Tarragona (octubre 1892). L'any 1900 creà el setmanari Lo Camp de Tarragona, al costat de Pere Lloret. El 1902 va col·laborar al setmanari catalanista Pàtria, del Centre Cultural les Quatre Barres de la ciutat de Tarragona, que estava situat al carrer de les Escrivanies Velles. El 12 d'octubre de 1901, fou un dels fundadors de la Lliga Catalanista de Tarragona, amb el suport dels comerciants i de les clases burgeses més baixes. També fou director del Diario de Tarragona (gener 1902 – març 1903), i de molts altres publicacions locals.
Es va casar amb la tarragonina M.Soledat Hebrard i de Castellví, anant a viure, primer, al número 16 del carrer de Méndez Núñez i, anys després, al número 9 del carrer de les Coques, on hi viuria fins que es traslladà a Barcelona. Foren pares de Ferran Maria (conegut dirigent de la Federació de Joves Cristians de Catalunya), i de Joan Maria.
Soci de la Reial Societat Arqueològica Tarraconense des del 1887, l'any 1914 assumí la dirección del reaparegut Butlletí Arqueològic. Des del 1894 era l'Arxiver de l'Ajuntament de Tarragona. Secretari de la Societat Arqueològica, va assistir, en representació de l'Ajuntament i de l'Arqueològica, a les festes del VII Centenari del natalici de Jaume I, a Montpeller i a Mallorca. També participà com a Congressista al Primer Congrés de la Llengua Catalana. Fou membre de la Comissió Provincial de Monuments, i un dels fundadors del Sindicat d'Iniciativa (Atracció de Forasters), a Tarragona, de la que en fou secretari. Procurador dels Tribunals i Cronista Oficial de Tarragona.
El 1918 guanyà les oposicions a Majordom (Cap de Cerimonial) de la Mancomunitat de Catalunya, i el d'Arxiver (abril 1920). El seu patriotisme, mantingut tothora topà, des del Cop d'Estat de Primo de Rivera, amb greus dificultats que culminaren amb el seu cessament el 1925. En aquells anys d'ofegament del catalanisme, acceptà la presidencia del Centre Excursionista de Catalunya (1923-1925), mantenint un evident caliu i activitat de la primera entitats esportiva catalana, com fou la Medalla d'Or, l'Estudi de la Masia Catalana, l'empenta inicial al Xalet de la Molina, etc. Havia viatjat, en diverses ocasions, a Occitània, Espanya, Itàlia, Tunis...
El 1924 havia sigut el Mantenedor dels Jocs Florals que s'hagueren de celebrar a Tolosa de Llenguadoc. Jocs que estigueren plens d'incidents a causa de la presència de Francesc Macià i el cant Els Segadors, malgrat la pressió del govern espanyol i la prohibició del govern francés. Ruiz i Porta formà part del Comitè català per al Centenari del naixement de Mistral. Va ser corresponsal de l'important “Diario de la Marina” de l'Havana, i fou el Director del Diccionari Enciclopèdic de la Llengua Catalana.
Era caballer de l'Orde d'Isabel la Catòlica; oficial de l'Acadèmia Francesa, amb “Palmes Acadèmiques”; acadèmic corresponent de la Reial Acadèmia de la Història, de Madrid; de la Reial Acadèmia de Bones Lletres de Barcelona, i de la Societat Artístic-Arqueològic de Barcelona; de la Societat Arqueològica Lul·liana de Ciutat de Mallorca; del “Instituto Artístico y Geográfico del príncipe Alfonso” d'Almeria; de la Societat d'Estudis Catalans, de Perpinyà, i dels Felibres occitans. Membre de la Directiva de l'Associació Protectora de l'Ensenyança Catalana, fou un dels membres més actius de la “Colla del Colon”. En caure la Dictadura, fou el primer funcionari restituït al seu lloc de treball. En accedir Francesc Macià a la presidència de la Generalitat, Ruiz i Porta ocupà fins a la seva mort, el càrrec d'Arxiver de la Generalitat de Catalunya.

## Publicacions
- Tarraconenses ilustres. Apuntes biográficos, 286 pàgines, Tarragona, 1891
- Monografia històrica del "Cau Ferrat" de Sitges, 1895, obra dedicada al seu amic Santiago Rusiñol
- La Necròpolis de Tarragona, 1928
- La Catedral de Tarragona, 1931
- Tarragona, 1933
- Llegendes i tradicions del Camp de Tarragona
- Tamarit
- Coses memorables del monestir de Poblet
- El tresor artístic de la Generalitat de Catalunya